# Futbolista del año en Checoslovaquia

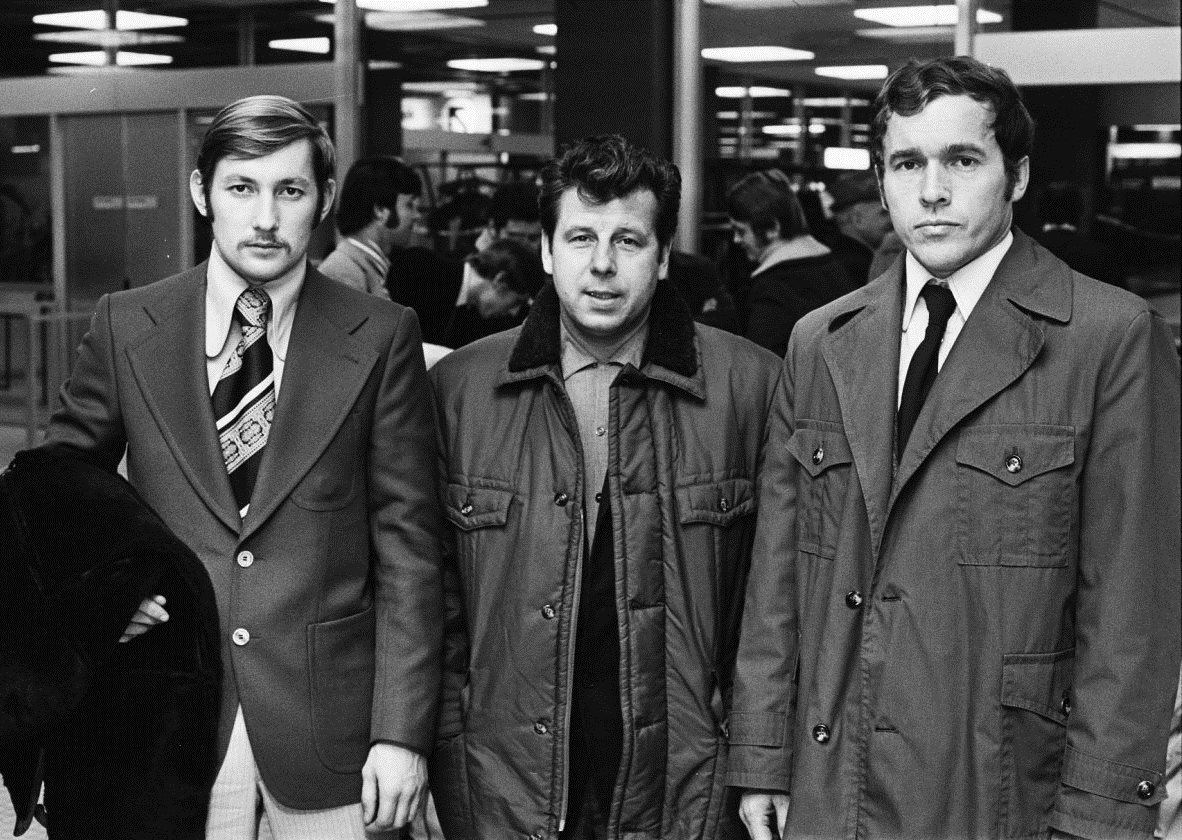
Futbolistas destacados e históricos de la selección de Fútbol de Checoslovaquia entre los años 1974-1990

El premio al Futbolista Checoslovaco del año (en checo: Fotbalista roku, en eslovaco: Futbalista roka) fue un galardón otorgado cada año al jugador de fútbol más destacado nacido en Checoslovaquia. El premio lo daba la Asociación Checoslovaca de fútbol desde 1965 y en 1985 también incluyó el premio al entrenador del año.

## Palmarés
| Año  | Futbolista del año                  | Entrenador del año                |
| ---- | ----------------------------------- | --------------------------------- |
| 1965 | Ján Popluhár (Slovan Bratislava)    |                                   |
| 1966 | Josef Masopust (Dukla Praha)        |                                   |
| 1967 | Ján Geleta (Dukla Praha)            |                                   |
| 1968 | Ivo Viktor (Dukla Praha)            |                                   |
| 1969 | Ladislav Kuna (Spartak Trnava)      |                                   |
| 1970 | Karol Dobiáš (Spartak Trnava)       |                                   |
| 1971 | Karol Dobiáš (Spartak Trnava)       |                                   |
| 1972 | Ivo Viktor (Dukla Praha)            |                                   |
| 1973 | Ivo Viktor (Dukla Praha)            |                                   |
| 1974 | Ján Pivarník (Slovan Bratislava)    |                                   |
| 1975 | Ivo Viktor (Dukla Praha)            |                                   |
| 1976 | Ivo Viktor (Dukla Praha)            |                                   |
| 1977 | Karel Kroupa (Zbrojovka Brno)       |                                   |
| 1978 | Zdeněk Nehoda (Dukla Praha)         |                                   |
| 1979 | Zdeněk Nehoda (Dukla Praha)         |                                   |
| 1980 | Antonín Panenka (Bohemians Praha)   |                                   |
| 1981 | Ján Kozák (Dukla Praha)             |                                   |
| 1982 | Jan Fiala (Dukla Praha)             |                                   |
| 1983 | Ladislav Vízek (Dukla Praha)        |                                   |
| 1984 | Jan Berger (AC Sparta Praga)        |                                   |
| 1985 | Ladislav Vízek (Dukla Praha)        | Karel Brückner (SK Sigma Olomouc) |
| 1986 | Jozef Chovanec (Sparta Praga)       | Ivan Kopecký (TJ Vítkovice)       |
| 1987 | Ivan Hašek (Sparta Praga)           | Václav Ježek (Sparta Praga)       |
| 1988 | Ivan Hašek (Sparta Praga)           | Václav Ježek (Sparta Praga)       |
| 1989 | Michal Bílek (Sparta Praga)         | Milan Máčala (Baník Ostrava)      |
| 1990 | Ján Kocian (FC St. Pauli)           | Milan Máčala (Baník Ostrava)      |
| 1991 | Tomáš Skuhravý (Genoa C.F.C.)       | Dušan Uhrin (Sparta Praga)        |
| 1992 | Ľubomír Moravčík (AS Saint-Étienne) | Dušan Uhrin (Sparta Praga)        |